# Lophaetus occipitalis
L'aquila dal lungo ciuffo (Lophaetus occipitalis (Daudin, 1800)) è un uccello da preda appartenente alla famiglia Accipitridae. Attualmente viene inclusa nel genere monotipico Lophaetus Kaup, 1847.

L'aquila dal lungo ciuffo ha dimensioni minori dell'aquila marziale. La lunghezza si aggira sui 55 cm, con una apertura alare di 115 cm.
Il piumaggio è di colore bruno scuro, più chiaro sul petto.
È diffusa in tutta l'Africa sub-sahariana.
Si ciba di roditori ed uccelli.
La femmina depone normalmente due uova rotonde e di colore pallido.